# Соціальна політика Європейського Союзу

Рівень безробіття по країнах ЄС (станом на 2023 рік).

Соціальна політика Європейського союзу пройшла кілька етапів розвитку. З розширенням сфери її дій виникла необхідність удосконалити механізм функціонування ринку праці та стратегію зайнятості, розширити компетенції наднаціональних органів, створити нові структури, які б були здатними конструктивно відповісти на виклики будь-якого часу. Незважаючи на те, що вже на початку ХХІ століття політика ЄС у соціальній сфері в цілому сформувалася, проте й нині спостерігається ряд невирішених проблем.

## 1-й етап (50-70-ті роки)
На початковому етапові політика соціальної сфери зводилася суто до механізму формування загального ринку праці, вільного переміщення робочої сили, а також соціального захисту мігрантів, який формувався в рамках Європейської Спільності, починаючи ще з Паризької угоди 1951 року, коли було засновано Європейське об'єднання вугілля і сталі, у якому були зафіксовані соціальні права робітників, а саме:
- часткове фінансування виплат при звільненні;
- фінансування при професійній перепідготовці, працевлаштуванні, та створенні альтернативних робочих місць при закритті сталеливарних заводів або скороченні вугледобування;
- права профспілок;
- гарантії проти необґрунтованого зниження зарплати і соціальних виплат;
- права трудящих-мігрантів.

## 2-й етап (80-90-і)
У 80-ті роки в ЄС посилилася дискусія про політику в галузі зайнятості. У прийнятій у 1989 році Соціальної хартії зафіксований політичний консенсус з приводу того, що в рамках внутрішнього ринку ЄС основні соціальні права працівників не будуть порушуватися. Амстердамський договір визначив стратегію зайнятості в ЄС як сприяння появі кваліфікованої, освіченої, здатної пристосуватися до нових умов робочої сили та ринків праці, чутливих до економічних змін.
Європейська стратегія зайнятості (ЄСЗ) була кодифікована Амстердамським договором і запущена в 1997 році Люксембурзькою сесією. В люксембурзькій стратегії виділені чотири теми:
- entrepreneurship[3] (підприємницькі якості) — готовність до створення нових робочих місць за рахунок скорочення трудових затрат, які не мають відношення до зарплати та інших форм податкового навантаження зайнятості;
- employability[3] (відповідність вимогам найму) — сприяння громадянам в отриманні ними додаткових якостей, умінь, які сприятимуть отриманню роботи;
- adaptability[3] (адаптивність) — вплив на підприємства та індивідів засобами податкового стимулювання;
- equal opportunities[3] (рівність можливостей) — сприяння участі жінок у ринку праці, інтеграція інвалідів до трудового життя.

В 1999 році Європейська Рада в Кельні ухвалила Європейський пакт зайнятості, що був спрямований на припинення скорочення кількості робочих місць і визначив підхід до об'єднання всіх заходів ЄС щодо політики зайнятості:
- вичерпна структурна реформа та модернізація, метою якої стало посилення інноваційної спроможності і ефективності ринку праці та ринків товарів, послуг і капіталів (Кардифський процес)[4];
- координування економічної політики та поліпшення ефективності взаємодії між зростанням заробітної плати та валютною, бюджетною та фінансовою політикою шляхом макроекономічного діалогу, спрямованого на збереження динаміки без зростання інфляції (Кельнський процес)[5];
- подальший розвиток і запровадження скоординованої стратегії зайнятості для поліпшення ефективності ринків праці шляхом підвищення рівня зайнятості, розвитку підприємництва, пристосування бізнесу та найманих працівників до нових умов, а також рівних можливостей для чоловіків і жінок у працевлаштуванні (Люксембурзький процес)[6].

Керуючись цими пунктами, країни ЄС щорічно узгоджують основні елементи економічних політик, стратегії зайнятості, макроекономічний діалог проводиться в рамках Економіко-фінансового комітету через співпрацю з Радою з трудових і соціальних питань та за участі представників Європейської Ради, Комісії, Європейського центрального банку та соціальних партнерів. У макроекономічному діалозі іде обмін інформацією та думками підзвітних Спільноті установ і його соціальних партнерів щодо питання зіставлення плану макроекономічної політики для збільшення і повного використання потенціалу зростання зайнятості.

## 2000-ні роки
Лісабонська стратегія визначила мету соціальної сфери аж до 2010 року, а конкретніше — перетворити ЄС у найбільш інноваційну, конкурентоздатну і динамічну економіку у світі. Зокрема, досягти 70 % зайнятості, в тому числі при 60 % зайнятості жінок. У Лісабонському процесі також робиться спроба ще більше пов'язати політику в галузі зайнятості з іншими областями економічної політики, однак загальний фон при цьому сильно змінився. Якщо в Кельні на першому плані ще знаходилися міркування орієнтації на попит, то в Лісабоні утвердилася парадигма конкурентоспроможності з першочерговою метою перетворення Європи до 2010 року в найбільш динамічний в світі, заснований на знаннях, економічний простір.
Європейська стратегія в галузі зайнятості важлива як «методична лабораторія» ЄС, тому що тут вперше було застосовано «метод відкритої координації» (МВК). Суть його полягає в тому, що на підставі спільних європейських уявлень про цілі (у
даному випадку — орієнтирів в сфері політики зайнятості) розробляються національні плани дій, які Комісія та Рада коментують в щорічному Спільному звіті. При цьому Комісією розробляються специфічні для відповідних країн рекомендації, однак механізмів введення санкцій немає.
На Лісабонському саміті виділено п'ять головних орієнтирів:
- подовження трудового життя, введення безперервного навчання відповідно до завдань економічної реструктуризації;
- реформування системи соціального захисту;
- заохочення соціальної інтеграції;
- надання батькам свободи у визначенні кількості дітей у сім'ї;
- розвиток імміграційної політики.

## Сучасний етап
На сьогодні сфера соціальної політика зводиться передусім до основних «соціальних вимірів» спільного європейського ринку праці, а саме:
- зняття обмеження на доступ до кваліфікованої роботи за національним громадянством;
- визнання права всіх робітників-мігрантів на рівну оплату за рівний труд чоловіків і жінок, прагнення гармонізувати національні системи страхування, розвиток діалогу між трудом і капіталом;
- введення наднаціонального режиму, який уточнював, за яких умов соціальні виплати, отримані в рамках однієї національної системи можуть бути конвертованими та експортованими в рамках ЄС, правил гармонізації стандартів у сфері захисту здоров'я і безпеки на робочому місці[10].

У свою чергу спільний ринок праці Євросоюзу передбачає:
- ліквідацію будь-якої дискримінації працівника на ґрунті громадянства в питаннях працевлаштування, зарплати та інших умов роботи та найму;
- право проживати у країні, де оселився громадянин після звільнення разом з родиною, яка не втрачає це право і після смерті особи;
- боротьбу з дискримінацією через релігійні та інші переконання, інвалідність, вік чи сексуальну орієнтацію.

У рамках ЄС робітники та члени їхніх сімей, що виїжджають на роботу до інших європейських країн, мають право на:
- об'єднання періодів для нарахування та отримання виплат, пенсій, соціального захисту для себе та своїх дітей;
- подібне за типом пенсійне право, на яке було зароблено в різних державах-членах Спільноти, можна об'єднати в одну пенсію, але не більше розміру найвищої пенсії, яку отримала б дана особа, якби постійно проживала в одній країні;
- державні службовці та особи, яких до них прирівнюють, отримують загальне пенсійне забезпечення;
- додаткові пенсійні права осіб, що працюють або мають власний бізнес, однаково гарантовані на території всіх країн Спільноти;
- єдине законодавство для студентів.

## Інтернет-джерела
- Особливості європейської соціальної політики
- Охорона праці — частина соціальної політики ЄС
- Соціальна політика Європейського Союзу
- Ринок праці та стратегія зайнятості в ЄС
- Соціальний діалог з позиції країн ЄС